# Sofía Casanova
Sofia Guadalupe Pérez Casanova de Dolsławski (La Corunya, 30 de setembre de 1861 - Poznań, Polònia, 16 de gener de 1958) va ser una poeta, novel·lista i periodista i la primera espanyola que es va convertir en corresponsal permanent en un país estranger i corresponsal de guerra. Va ser una dona culta, molt coneguda en els ambients literaris de l'època. En el seu treball va destacar el perfil humà de les seves cròniques com a corresponsal del diari ABC a Polònia i Rússia, en les quals narrava el sofriment de la població civil durant les guerres que va cobrir, a les quals s'afegia el valor literari.
La seva activitat per tot Europa li va permetre viure esdeveniments com la lluita de les sufragistes a Anglaterra, el desenvolupament del sindicalisme, la formació del Partit Bolxevic en la Rússia tsarista, la Primera i la Segona Guerra Mundial a més de la persecució dels jueus pel règim nazi en el gueto de Varsòvia. Va col·laborar en periòdics com ABC, La Época (Madrid), El Liberal, El Imparcial de Madrid; en la revista Galicia, en altres publicacions gallegues i en premsa internacional, com la Gazeta Polska i el The New York Times. De conviccions catòliques i monàrquiques, en la guerra civil espanyola es va sumar a les files franquistes.
Va viure 96 anys. La seva longeva vida li va permetre deixar una àmplia obra abastant tots els gèneres literaris.

## Biografia
El seu pare, Vicente Pérez Eguía, litògraf d'Orense, abandonà la seva dona i els seus tres fills quan Sofia era molt petita, deixant sense recursos la seva família, que sobrevisqué amb el suport econòmic de l'avi ferrolà Juan Bautista Casanova Pla Cancela, marí de professió.
Passà la seva infància en el Pazo del Hobre, a San Julián de Almeiras (La Corunya), i comença els seus estudis a l'escola de Donya Concha, que més tard completarà en el Conservatori de Madrid, ciutat on la família fixà la residència, i on ella, amb 12 anys, es traslladà amb la seva mare, germans i avis materns. A la capital d'Espanya començà a estudiar poesia i declamació.
Els seus primers poemes es publicaren quan ella tenia 15 anys en el Faro de Vigo. No és ella sinó la seva mare qui els remit al diari en trobar-los guardats a la seva habitació. El talent per la poesia de Sofia es reconeixia en els cercles literaris més selectes que freqüentà amb assiduïtat.

### En la cort d'Alfonso XII
Va ser protegida pel poeta Ramón de Campoamor y Campoosorio que la va introduir en les tertúlies literàries del Comte d'Andino, tutor del rei Alfonso XII i del Marquès de Valmar, que es va convertir en un bon amic i mentor. A través del marquès és presentada a la cort d'Alfonso XII, que organitzava vetllades poètiques. Als 20 anys era ja una poetessa consagrada.
El 1885 el mateix monarca paga l'edició del seu llibre "Poesías". Segons els biògrafs d'Alfonso XII la feblesa que sent per Sofia es deu en part a la gran semblança física que aquesta tenia amb la Infanta Eulalia de Borbó.
En les tertúlies que freqüentava mantingué tracte amb intel·lectuals de l'època, entre els quals Emilio Pérez Ferrari o George Bernard Shaw. Entre les dones escriptores que conegué figuren Concepción Jimeno Gil, la seva amiga de joventut Blanca de los Ríos, Sofia Tartilán, Filomena Dato i Emilia Pardo Bazán.
En aquests cercles Ramón de Campoamor li presenta el professor, filòsof i diplomàtic polonès Wincenty Dolsławski, idealista i expert en Plató que havia arribat a Madrid procedent de França. Es casaren a l'Església de San Marcos el 19 de març de 1887 i tingueren quatre filles, María, Izabela, Yadwiga, que morirà de disenteria el 1895, sumint Sofia en una forta depressió, i Halina, que va néixer a Galícia.
Després de les noces s'instal·là a Drozdowo, en el nord de Polònia, que aleshores era una óblast de Rússia. No obstant això, la parella i la seva família viatjaven cada any a Galícia durant el període d'estiu, la qual cosa va permetre a Sofia mantenir una relació directa amb la seva terra. Els seus desplaçaments continus, a conseqüència de la carrera diplomàtica del seu marit, els va combinar amb la seva feina com a periodista i amb l'estudi dels idiomes dels països on residia, la qual cosa li va permetre dominar a més del castellà i el gallec altres sis idiomes: francès, anglès, italià, polonès, portuguès i rus, coneixements clau per a les traduccions que realitzaria en un futur. Els seus viatges li van permetre, a més, conèixer personalitats del món intel·lectual i polític com Lev Tolstoi, Marie Curie i Morel Fatio, les opinions del qual sobre l'espanyol va recollir en llibres i conferències.
El matrimoni es va distanciar. El fet de no haver tingut fills homes, apunten algunes biografies, sembla que va influir en la separació de la parella, ja que Wincenty va començar a tenir relacions amb altres dones a la recerca de l'hereu del seu cognom.
En 1905 decidí instal·lar-se definitivament a Espanya, tenia 43 anys i començava a tenir problemes de visió. Realitzà col·laboracions literàries amb ABC, El Debate, Blanco y Negro, El Mundo, Galicia i la seva llar madrilenya es convertí en un espai de trobada pel qual passaren Basilio Álvarez Rodríguez, Alfredo Vicenti Rey, Santiago Ramón y Cajal, Alberto Insua, Victoriano García Martí i Alfonso Daniel Rodríguez Castelao, que il·lustraria el seu llibre Princesa del amor hermoso (1909). Mantingué una intensa activitat social, pronunciant conferències i participant en les anomenades "obres socials".
En 1906 fou escollida membre de la Real Academia Galega iel 1911 entrà a formar part de l'Acadèmia de la Poesia Española.

### La madeja.Pérez Galdós estrena la seva primera obra de teatre

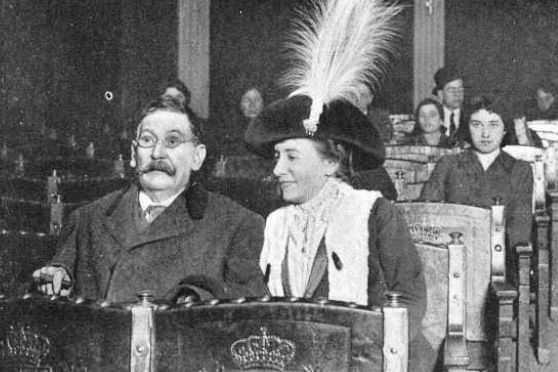
Sofía Casanova i Benito Pérez Galdós durant un assaig de l'obra de teatre La Madeja, de Casanova (1913).

Sofia Casanova és una de les poques dones a les quals Benito Pérez Galdós va elogiar. Després de Gertrudis Gómez de Avellaneda, solament Rosario de Acuña havia aconseguit representar els seus drames en el Teatre Español abans que Sofia Casanova. Pérez Galdos va estrenar així la primera peça dramàtica de Sofia, La madeja, el 12 de març de 1913. En la decisió va pesar la influent opinió de la primera actriu, Matilde Moreno. L'argument de l'obra responia a la idea que les estrangeres, amb el seu afany d'emancipació, desitjaven la destrucció de la família. Una reacció, segons l'estudiosa María del Carmen Simón Palmer, de nombrosos escrits de finals del XIX i primers del XX contra els corrents feministes que arribaven dels Estats Units. Encara que la crítica va elogiar el contingut de l'obra, la mala interpretació de la nit de l'estrena -explica la crònica- va impedir que la comèdia es representés en dies successius.

### Corresponsal de guerra
Viatjà freqüentment a Polònia, on viivien les seves filles. Durant un d'aquests viatges, al juliol de 1914, esclatà la Primera Guerra Mundial. Després d'un mes de resistència abandonaren Drozdowo en direcció a Varsòvia, on es feu infermera de batallons de moribunds. Aquest viatge a l'horror, expliquen les seves biografies, la ferí profundament i canviaria la seva vida. Ho narrava en una carta al diari ABC, intentat convèncer els seus compatriotes que no estava justificada la seva creixent admiració pels alemanys.
Les seves cròniques des de Varsòvia van aparèixer inicialment a El Liberal, de Madrid, entre novembre de 1914 i març de 1915, i també a El Eco de Santiago, després es van fer habituals a ABC i a Blanco y Negro. Torcuato Luca de Tena, propietari i director del diari ABC li proposà que es convertís en la corresponsal d'ABC en l'Europa oriental, cosa que acceptà.
El 1915 l'avanç alemany obligà a evacuar Varsòvia. Seguí treballant a l'hospital fins que els alemanys entraren a la ciutat del Vístula i fugí amb les seves filles amb l'últim tren a Minsk, Moscou i, finalment, a Sant Petersburg. La dinastia Romànov era a punt de caure; l'escriptora i periodista va ser testimoni del moment i va informar-ne no sense dificultats, ja que va ser perseguida i censurada per les seves cròniques des de Sant Petersburg, des d'on va narrar la mort de Rasputín i va entrevistar Lev Trotski. Després d'aquestes cròniques, la censura russa li va prohibir la comunicació amb Espanya i el seu silenci va provocar que fins i tot se l'arribés a donar per morta.

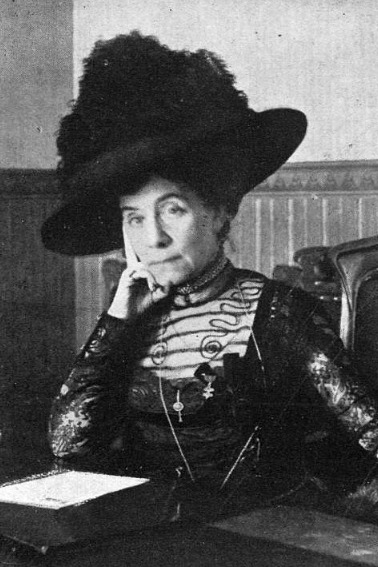
Sofia Casanova, en la imatge de portada de Feminal, núm 43, d'octubre de 1910

El 1917 fou testimoni de la Revolució Bolxevic, una experiència que compartí de nou en els seus escrits.
Durant la insurrecció popular del 3 de juliol, reprimida amb duresa per part de les tropes governamentals, Sofia rebé un cop accidental en els ulls de part d'un dels que fugien del tiroteig al carrer. Les conseqüències d'aquest accident van ser nefastes per a l'escriptora, ja que malgrat les cures a les quals va haver de sotmetre's no aconseguiria tornar a veure-hi bé mai més. Malgrat tot no deixà d'escriure.
El 1918 Polònia aconseguí la independència i Sofia pogué tornar. El 1919 tornà a Espanya i fou rebuda com una heroïna amb multitud d'homenatges.
Entre 1920 i 1930 tornà sis vegades a Espanya. Escrigué més de quatre-cents articles i quatre llibres. El 1925 el seu nom es barrejà entre els candidats espanyols al Premi Nobel de Literatura. Aquest mateix any rebé la Gran Creu de l'Orde Civil de Beneficència d'Alfonso XIII per la seva col·laboració amb la Creu Roja durant la Primera Guerra Mundial.

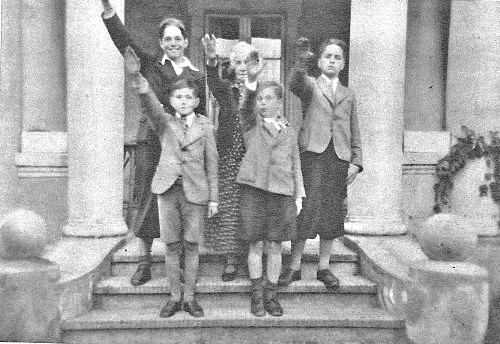
Salutació feixista, Polònia, 1938.

El 1931 fou testimoni de la proclamació de la Segona República Espanyola, amb la convicció que al seu país passaria el mateix que havia vist a Rússia el 1917. Amb el tancament del periòdic ABC, perdé la feina durant uns mesos. Aquest fet lava fer avorrir els republicans, sentiment que anà en augment fins que el 1936 escrigué un dels últims articles de la seva col·laboració amb el diari: ‘Mirando a Rusia’.

### Guerra Civil Espanyola
Visqué la Guerra Civil espanyola des de Varsòvia, i des d'allí, amb l'ABC confiscat, mogué cartes i cròniques en defensa del bàndol nacional. Rosario Martínez, estudiosa de la figura de Sofia Casanova, assenyala que la seva posició va ser utilitzada pel franquisme:
Sofia Casanova estava passant per uns anys horribles de penúria extrema, i pretenia fins i tot mantenir la família, una família que havia tingut molts diners però que va viure una llarga sèrie de guerres: la primera guerra mundial, la revolució bolxevic, les guerres de fronteres de Polònia, va viure persecucions polítiques i les va passar canutas. I Sofia, en un moment determinat, es va deixar portar, potser amb bona voluntat, pels consells d'alguns amics, i va ser molt utilitzada. Cal no oblidar que en 1938 la van portar expressament a Burgos per a un acte de propaganda política. Però cal no oblidar que Sofia era una persona d'idees conservadores i que havia viscut la revolució bolxevic i que de bona fe va confiar en el feixisme. Dins de la seva mentalitat va ser coherent però a Espanya la hi va utilitzar molt més enllà del que pugui ser ètic.
Franco voldrà conèixer-la i es reuní amb ella a Burgos en 1938. Al desembre d'aquest any declarà a La Voz de Galícia en ocasió de la seva marxa a Varsòvia, que estava convençuda que el cop d'estat provocat per un sector de l'Exèrcit portaria moments de desenvolupament i esplendor a Espanya. És també l'any en el qual va visitar La Corunya i el seu llogaret per última vegada. Sempre va comptar amb la cura i amb l'afecte d'una dona d'Almeiras que, a més de fer-li companyia permanent, va mantenir viu en ella l'idioma gallec i la va ajudar en la cura de les seves filles.

### Segona Guerra Mundial
Va tornar a Polònia per passar el nadal amb la seva família i el 1939 li va sorprendre l'inici de la Segona Guerra Mundial i l'ocupació nazi del territori polonès. Davant la signatura entre Hitler i Stalin de l'aliança germano-soviètica per acabar amb la independència de Polònia es veié obligada a fugir a un llogaret amb una de les seves filles i els seus nets.
La intercessió de l'ambaixador d'Espanya a Berlín li permeté viure amb certa seguretat mentre contemplava la barbàrie dels camps de concentració. Sofia pogué tornar a Espanya quan la Divisió Azul tornava vençuda, però tenia 80 anys ja i encara conservava les forces necessàries per ajudar la seva família en les activitats clandestines contra l'ocupació alemanya.
El 1952 la Real Academia Galega la nomenà Acadèmica d'Honor.
Va morir el 16 de gener de 1958. Encara que estava gairebé cega seguia escrivint ajudada pels seus nets, als quals dictava les seves últimes vivències. No va veure complert el desig d'acabar els seus dies a Espanya. El 25 de gener el diari ABC va escriure un breu article titulat Ha muerto Sofía Casanova.
Els qui han investigat i recollit la seva història denuncien l'oblit a què ha estat sotmesa la seva figura malgrat la rellevància de la seva biografia i obra.

## Trajectòria periodística i literària
En el moment de la fundació de la Reial Acadèmia Gallega, el 1906, Sofia Casanova ja tenia feina i reconeixement a nivell mundial, la qual cosa va motivar que fos nomenada membre d'aquest organisme i que l'any 1952 se li concedís per unanimitat el títol d'acadèmica d'honor.
Va publicar novel·les, contes, una comèdia i més d'1.200 articles en periòdics i revistes a Galícia (Espanya) i Polònia. La seva producció literària, de narrativa, poesia i teatre, va ser molt prolífica. Inclou quatre col·leccions de poesia, cinc novel·les, vuit novel·les curtes, relats curts, una obra de teatre que Benito Pérez Galdós li va estrenar, una obra en el teatre espanyol, un llibre infantil i vuit volums de comentaris socials, culturals i polítics, a més de més de mil articles en publicacions gallegues, espanyoles, hispanoamericanes i poloneses. Va impartir nombroses conferències sobre la situació de la dona i les relacions internacionals, tant a Espanya com a Polònia; va traduir obres clàssiques del polonès i el rus al castellà.
Com a periodista va escriure gairebé un miler de cròniques en les quals destaquen els articles publicats a ABC entre 1915 i 1936 i els títols La mujer española en el extranjero (Madrid, 1910), De la Revolución rusa (Madrid, 1918), Impresiones de una mujer en el frente oriental de la guerra europea (Madrid, 1919), La revolución bolchevista, Diario de un testigo (Madrid, 1920) i El martirio de Polonia (Madrid, 1946).
Va prendre partit per una postura pacifista i antibèl·lica i així ho va manifestar en les seves col·laboracions en la premsa en la guerra del Rif (Marroc) i en la Setmana Tràgica de Barcelona; però l'obra on evidencia aquesta postura de forma més contundent és en les cròniques de Polònia i Rússia que escrivia per a la premsa i que es van publicar reunides en el llibre De la guerra, l'any 1916.
La seva afició a l'estudi la va portar a conèixer idiomes i traduir els escriptors polonesos més famosos, com ara Henryk Sienkiewicz o Kowalewska a l'espanyol. També la seva obra va ser traduïda al francès, polonès, suec o holandès.

## Obres
- Amores y confidencias: de Rusia. Madrid, Libr. y Edit. Madrid, 1927 (Obres completes, 4)
- Las catacumbas de Rusia roja. Madrid, Espasa Calpe, 1933
- Como en la vida. Madrid, Aguilar, 1931
- Como en la vida. Madrid, 1947 (Novel·les i contes, Any 19, nº 951)
- El crimen de Beira-Mar. Madrid, Talleres de Ediciones Españolas, 1914 (El libro popular, Año 3, nº 8)
- De la guerra: crónicas de Polonia y Rusia. Primera serie. Madrid, Renacimiento, 1916
- De la Revolución rusa en 1917. Madrid, Renacimiento, 1917
- El doctor Wolski: páginas de Polonia y Rusia. Madrid, Imp. del Suc. de J. Cruzado a càrrec de Felipe Marqués, 1894
- El doctor Wolski. Madrid, Prensa Popular, 1920 (La novela corta, Año 5, nº 255)
- El doctor Wolski. Madrid, Libr. y Edit. Madrid, 1925 (Obras completas, 2)
- El dolor de reinar. Madrid, Publicaciones Prensa Gráfica, 1925 (La novela semanal, Año 5, nº 213)
- En la corte de los zares. Madrid, Libr. y Edit. Madrid, 1924 (Obras completas, 1)
- En la corte de los zares (del principio y del fin del imperio). Madrid, Biblioteca Rubén Darío, 1929 (Obras completas, 1)
- Episodio de guerra. Madrid, Prensa Popular, 1921 (La novela corta, Año 6, nº 299)
- Lo eterno. Madrid, Prensa Popular, 1920 (La novela corta, Año 5, nº 218)
- Exóticas. Madrid, Suc. de Hernando, 1913
- Galicia la inefable. Edición de Mª Rosario Martínez Martínez. Santiago de Compostela, Junta de Galicia, 1996
- Idilio epistolar. Madrid, Aguilar, 1931
- Kola el bandido. Madrid, Publicaciones Prensa Gráfica, 1923 (La novela semanal, Año 3, nº 101)
- La madeja. Madrid, Imp. de “Alrededor del mundo”, 1913 (Los contemporáneos y los maestros, 241) [Teatro]
- El martirio de Polonia. 2.ª ed. Madrid, Atlas, 1945 (con Miguel Branicki)
- La mujer española en el extranjero: conferencia... 1910. Madrid, 1910
- El pecado. Madrid, Imp. de Alrededor del Mundo / Libr. de los Suc. de Hernando, 1911 (Biblioteca de escritores gallegos, 10)
- El pecado. Madrid, Libr. y Edit. Madrid, 1926 (Obras completas, 3)
- El pecado. Madrid, Dédalo, [193-?] (Novelas y cuentos)
- Princesa del amor hermoso. Madrid, Impr. Artística Española, 1909 (El cuento semanal, Año 3, nº 156)
- Princesa del amor hermoso. En: Novelas breves de escritoras españolas, 1900-1936. Edición de Ángeles Ena Bordonada. Madrid, Castalia / Instituto de la Mujer, 1990 (Biblioteca de escritoras, 10)
- Princesa rusa. Madrid, Publicaciones Prensa Gráfica, 1922 (La novela semanal, Año 2, nº 55)
- La revolución bolchevista: (diario de un testigo). Madrid, Biblioteca Nueva, 1920
- La revolución bolchevista: (diario de un testigo). Edición de M. Victoria López Cordón. Madrid, Castalia / Instituto de la Mujer, 1990 (Biblioteca de escritoras, 11)
- Sobre el Volga helado. Madrid, Prensa Popular, 1919 (La novela corta, Año 4, nº 196)
- Triunfo de amor. Madrid, Prensa Popular, 1919 (La novela corta, Año 4, nº 186)
- Valor y miedo. Madrid, Prensa Popular, 1922 (La novela corta, Año 7, nº 348)
- Viajes y aventuras de una muñeca española en Rusia. Burgos, Hijos de Santiago Rodríguez, 1920